# 岡谷郵便局
岡谷郵便局（おかやゆうびんきょく）は長野県岡谷市にある郵便局。民営化前の分類では集配普通郵便局であった。

## 概要
住所：〒394-8799 長野県岡谷市本町3-2-30

## 沿革
- 1874年（明治7年）1月15日 - 岡谷郵便取扱所として開設[1]。
- 1875年（明治8年）1月1日 - 岡谷郵便局となる。同年、平野ノ内岡谷郵便局に改称。
- 1885年（明治18年）12月1日 - 岡谷郵便受取所となる。
- 1888年（明治21年）4月30日 - 廃止。
- 1890年（明治23年）6月25日 - 岡谷郵便電信局として再設置。同年12月21日より、為替・貯金取扱を開始。
- 1903年（明治36年）4月1日 - 通信官署官制の施行に伴い岡谷郵便局となる。
- 1958年（昭和33年）7月16日 - 電話通話および和文電報受付事務の取扱を開始[2]。
- 1962年（昭和37年）12月 - 局舎新築落成。
- 1998年（平成10年）9月1日 - 外国通貨の両替および旅行小切手の売買に関する業務取扱を開始。
- 2007年（平成19年）10月1日 - 民営化に伴い、併設された郵便事業岡谷支店に一部業務を移管。
- 2012年（平成24年）10月1日 - 日本郵便株式会社の発足に伴い、郵便事業岡谷支店を岡谷郵便局に統合。

## 取扱内容
- 郵便、印紙、ゆうパック、内容証明
- 貯金、為替、振替、振込、国際送金、外貨両替・トラベラーズチェック、国債、投資信託
- 生命保険、バイク自賠責保険、自動車保険、がん保険、引受条件緩和型医療保険
- ゆうちょ銀行ATM
- 「394-00xx」区域（岡谷市の全域）の集配業務
- ゆうゆう窓口

## 風景印
- 図案は市の花『ツツジ』・『中央自動車道高架橋』・『釜口水門』
- 使用開始日は1989年（平成元年）8月1日

## 周辺
- 市立岡谷図書館
- 岡谷市立岡谷西部中学校
- 岡谷市立川岸小学校
- 岡谷市民病院
- 岡谷市役所

## アクセス
- JR中央本線 岡谷駅から北へ約800m（徒歩約9分）
- 諏訪バス、シルキーバス 小部沢停留所下車
- 長野自動車道 岡谷ICから南へ約3km
- 駐車場あり：28台